# Puchar Włoch w rugby union mężczyzn (2010/2011)
Puchar Włoch w rugby union mężczyzn (2010/2011) – dwudziesta trzecia edycja Pucharu Włoch mężczyzn w rugby union, a pierwsza zorganizowana pod nazwą Trofeo Eccellenza. Zarządzane przez Federazione Italiana Rugby zawody odbywały się w dniach 9 października 2010 – 6 lutego 2011.
Pomimo oddanego walkowerem meczu w fazie grupowej zawodnikom Futura Park Roma udało się awansować do finału, w którym na Stadio Enrico Chersoni w Prato pokonali drużynę Marchiol Mogliano 33:12 zdobywając tym samym drugi w historii klubu Puchar Włoch.

## System rozgrywek
W związku z dołączeniem dwóch włoskich klubów do Ligi Celtyckiej, które przejęły też obydwa włoskie miejsca w Pucharze Heinekena, zmienił się również system rozgrywania Coppa Italia. Do rozgrywek przystąpiło sześć zespołów najwyższej klasy rozgrywkowej, które w tym sezonie nie występowały w European Challenge Cup. Zostały one podzielone na dwie grupy po trzy drużyny. Rozgrywki prowadzone były w pierwszej fazie systemem kołowym według modelu dwurundowego w terminach, w których odbywały się mecze ECC. Do drugiej fazy rozgrywek awansowali zwycięzcy grup, którzy na neutralnym stadionie rozegrali mecz o puchar kraju.

## Faza grupowa

### Wyniki
| Kolejka | Data       | Gospodarze        | Wynik | Goście            |
| ------- | ---------- | ----------------- | ----- | ----------------- |
| 1       | 2010-10-10 | Marchiol Mogliano | 19:7  | Casino di Venezia |
| 2       | 2010-11-16 | Casino di Venezia | 29:5  | GranDucato Parma  |
| 3       | 2010-12-12 | GranDucato Parma  | 13:32 | Marchiol Mogliano |
| 4       | 2010-12-29 | Casino di Venezia | 3:17  | Marchiol Mogliano |
| 5       | 2011-01-15 | GranDucato Parma  | 13:11 | Casino di Venezia |
| 6       | 2011-01-22 | Marchiol Mogliano | 43:7  | GranDucato Parma  |

| Kolejka | Data       | Gospodarze           | Wynik     | Goście               |
| ------- | ---------- | -------------------- | --------- | -------------------- |
| 1       | 2010-10-09 | L’Aquila             | 28:28     | Mantovani Lazio 1927 |
| 2       | 2010-11-16 | Mantovani Lazio 1927 | 10:21     | Futura Park Roma     |
| 3       | 2010-12-11 | Futura Park Roma     | 34:8 0:20 | L’Aquila             |
| 4       | 2010-12-23 | Mantovani Lazio 1927 | 34:16     | L’Aquila             |
| 5       | 2011-01-15 | Futura Park Roma     | 26:13     | Mantovani Lazio 1927 |
| 6       | 2011-01-22 | L’Aquila             | 9:23      | Futura Park Roma     |

## Finał
| 6 lutego 201115:00 | Marchiol Mogliano | 12:33 | Futura Park Roma | Stadio Enrico Chersoni, Prato Sędzia: Carlo Damasco |
| 6 lutego 201115:00 |                   | 12:33 |                  | Stadio Enrico Chersoni, Prato Sędzia: Carlo Damasco |